# Planta no vascular

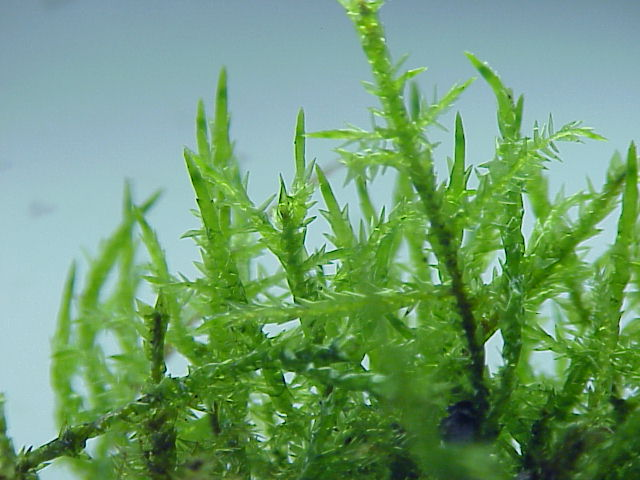
Aquesta molsa de l'espècie Calliergonella cuspidata, no és una planta vascular, encara que sembla tenir fulles en realitat no ho són

Les plantes no vasculars és un terme general, que ja no s'utilitza en la nomenclatura científica, per a referir-se a aquelles plantes sense un sistema vascular (xilema i floema). Malgrat que a les plantes no vasculars els manca aquests teixits particulars, un gran nombre de plantes no vasculars tenen teixits especialitzats pel transport intern de l'aigua.
Ser una planta no vascular significa que no tenen teixits especialitzats. En les hepàtiques (Marchantiophyta) sembla que tinguin fulles, però no són fulles perquè no tenen ni xilema ni floema. De la mateixa manera les molses i les algues no tenen aquests teixits.
Totes les plantes tenen un cicle amb alternança de generacions entre un esporòfit diploide i un gametòfit haploide, però les plantes no vasculars inclouen les úniques plantes que tenen una generació dominant gametòfita. En aquestes plantes els esporòfits creixen enganxats i són dependents dels gametòfits per agafar aigua i altres materials. Les plantes no vasculars s'originen de les espores.

## Grups de plantes no vasculars
Inclou dos grups relacionats molt llunyanament:
- Briòfits (en sentit ampli) - Bryophyta (molses), les hepàtiques (Marchantiophyta) i les antocerotes (Anthocerotophyta). En no tenir un sistema conductor d'aigua tenen una mida limitada i no poden ser tan grosses com algunes plantes vasculars.
- Algues - especialment les algues verdes que actualment es consideren les úniques relacionades amb les plantes.

Els dos grups ocasionalment s'anomenen "plantes inferiors"; però no és un terme gaire precís, ja que les falgueres i falgueres afins (que són plantes vasculars) també de vegades es consideren plantes inferiors.
En temps passat, el terme planta no vascular incloïa a més els fongs. Actualment es consideren plantes no estretament relacionades i amb una biologia molt diferent.